# Bolsa de Valores Minas - Espírito Santo - Brasília

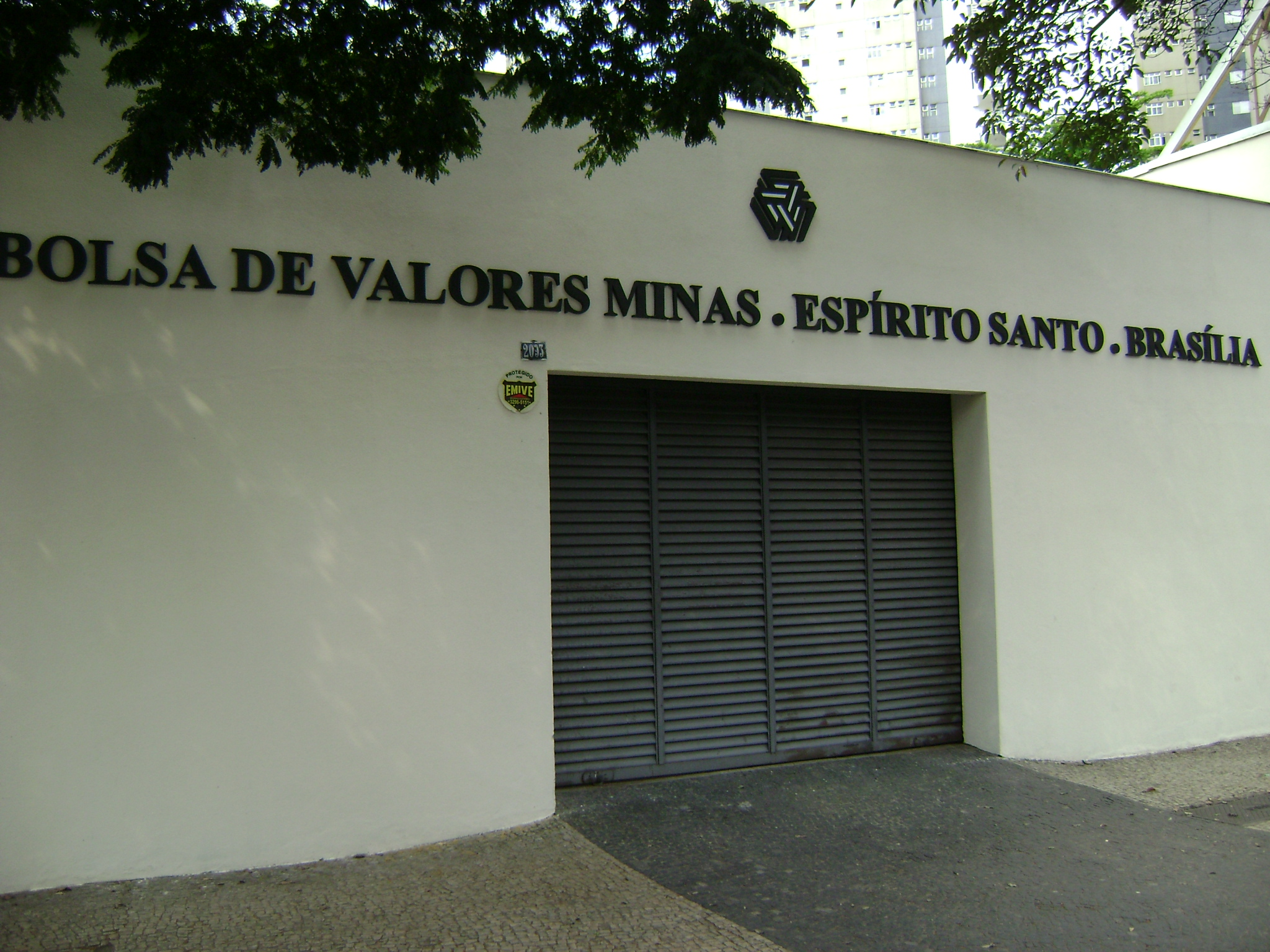
Fachada da bolsa de valores em Belo Horizonte.

A Bolsa de Valores Minas - Espírito Santo - Brasília (Bovmesb) foi a bolsa de valores responsável pelo Distrito Federal e pelos estados de Minas Gerais e Espírito Santo. Concorreu com a B3 e a BVRJ a nível nacional.

## História
A BOVMESB resultou da fusão ocorrida em 1974, da Bolsa de Valores de Minas Gerais com a Bolsa de Valores do Espírito Santo, passando a denominar-se Bolsa de Valores Minas-Espírito Santo; e da fusão, efetuada em 1976, com a Bolsa de Valores de Brasília, passando, desde, então, a denominar-se Bolsa de Valores Minas-Espírito Santo-Brasília (BOVMESB). A fusão com a Bolsa de Brasília permitiu à Bovmesb englobar, também os estados de Goiás, Mato Grosso do Sul, Rondônia e Tocantins.
A Bovmesb funcionou ininterruptamente desde 27 de Junho de 1947, mas foi fundada oficialmente em 29 de Setembro de 1914 como Bolsa de Fundos Públicos de Minas Gerais. Em maio de 1948 adotou a denominação de Bolsa de Valores de Minas Gerais, alterada depois em razão das fusões.
A BOVMESB contou com 14 corretoras membros que operam no mercado nacional de valores mobiliários, através do sistema eletrônico da B3, o MEGA BOLSA.
Suas atividades foram encerradas em 31/08/2000, dia em que passaram a ser realizadas, exclusivamente, no novo mercado integrado, administrado pela Bovespa e a CBLC (Companhia Brasileira de Liquidação e Custódia).